# Lilium saccatum
Lilium saccatum (em chinês: 囊被百合|nang bei bai he) é uma espécie de planta herbácea perene com flor, pertencente à família Liliaceae. A espécie tem a altura variando entre 0,2-0,2 m e floresce a uma altitude acima de 3 900 m.
A planta é endêmica do Tibete e da República Popular da China com ocorrências na província de Xian.